# 冼祖昭
冼祖昭，OBE（Charles Sin Cho Chiu），香港律師、商人。冼祖昭父親是冼秉熹律師，冼秉熹律師行創辦人。冼祖昭早年就讀九龍塘學校（小學部）及香港華仁書院 
(1945年秋季香港重光後入學, 與周湛燊為同屆同學)，是英國劍橋大學文學碩士，在英國取得律師資格後，回到香港執業。1971年香港市政局選舉，代表香港公民協會當選為市政局議員。1973年當選香港公民協會副主席，1985年至1986年任金銀證券交易所主席。1986年4月，金銀證券交易所、香港證券交易所、遠東交易所九龍證券交易所合併為香港聯合交易所（香港交易所前身）後，出任聯交所副主席。1987年獲頒OBE勳銜。
1987年香港股災後，冼祖昭接替李福兆擔任聯交所主席，李福兆改任聯交所第一副主席。1988年，香港廉政公署曾調查冼祖昭、王啓銘、湛兆霖、鍾立雄、馬清忠、胡百熙等前聯交所高層，是為「六君子案」。六君子案在1992年6月23日裁決，陪審團裁定六人罪名不成立，全部無罪釋放。1996年10月，雷競斌在《天天日報》發文〈元老獲訪京、剃證監眼眉〉，被冼祖昭控告誹謗。2002年，香港高等法院判冼祖昭勝訴, 冼其後更申請將《天天日報》清盤。